# NGC 1388
NGC 1388 في الفهرس العام الجديد، هي مجرة، تقع في كوكبة النهر. اكتشفت في 12 نوفمبر 1885 بواسطة فرانسيس بريسيرفد ليفنوورث.

## روابط خارجية
- NGC 1388 على موقع ويكي سكاي: DSS2, SDSS, GALEX, IRAS, Hydrogen α, X-Ray, Astrophoto, Sky Map, Articles and images